# 윌리엄 런디갠
윌리엄 런디갠(William Lundigan, 1914년 6월 12일 ~ 1975년 12월 20일)은 미국의 배우, 텔레비전 배우이다.

## 영화
- 서부로 가는 길 (1967년)
- 클라이막스! (1954년)
- 클라이막스! - 카지노 로얄 (1954년)
- 나일 강의 뱀 (1953년)
- 러브 네스트 (1951년)
- 일로프먼트 (1951년)
- 아이드 클림 더 하이스트 마운틴 (1951년)
- 전신 언덕의 집 (1951년)
- 아윌 겟 바이 (1950년)
- 핑키 (1949년)
- 조용히 나를 따라와요 (1949년)
- 멕시코의 미스테리 (1948년)
- 더 패블러스 도르시스 (1947년)
- 시 호크 (1940년)
- 닷지 시티 (1939년)
- 쓰리 스마트 걸 그로우 업 (1939년)